# Pommier-de-Beaurepaire
Pommier-de-Beaurepaire è un comune francese di 704 abitanti situato nel dipartimento dell'Isère della regione dell'Alvernia-Rodano-Alpi.

## Società

### Evoluzione demografica
Abitanti censiti